# سرودخوان اسکلیتر
سرودخوان اسکلیتر (نام علمی: Vireo sclateri) نام یک گونه از سرده سرودخوان است.